# Ordes imperials de Mèxic
Els ordes imperials de Mèxic són les tres condecoracions instituïdes pel Primer Imperi Mexicà (1821-1823) i pel Segon Imperi Mexicà (1864-1867) per distingir les persones que se'n consideraven mereixedores. Els tres ordes imperials eren l'Orde Nacional de Nostra Senyora de Guadalupe o simplement l'Orde de Guadalupe, l'Orde de l'Àguila Mexicana i l'Orde de San Carlos.

## Orde de Guadalupe

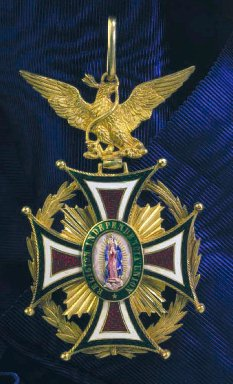
Creu de l'orde de Guadalupe.

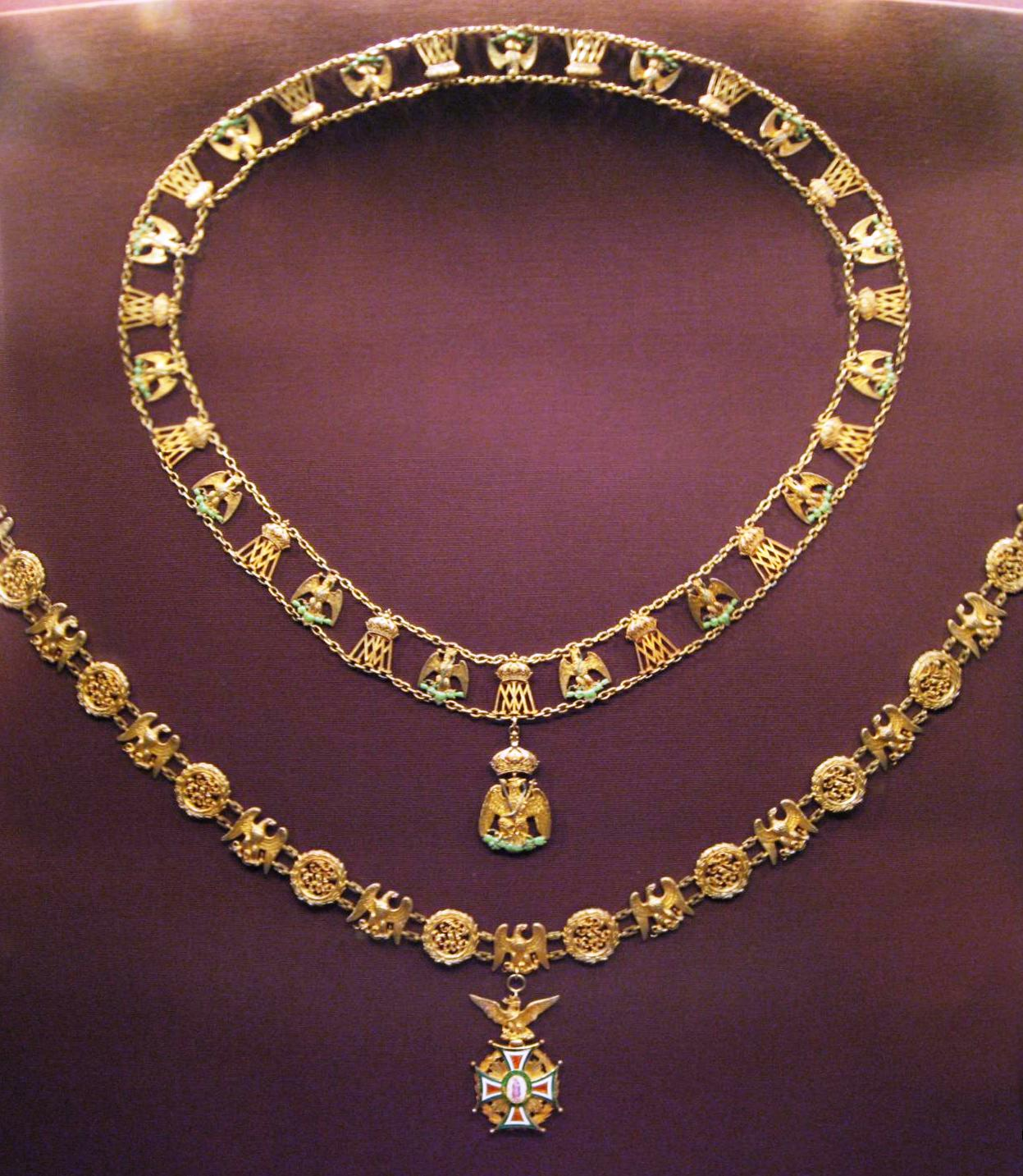
Joieria de les Ordes de Guadalupe i l'Àguila Mexicana.

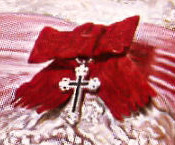
Joieria de l'orde de Sant Carlos.

La Nostra Senyora de Guadalupe o l'orde de Guadalupe va ser creada per Agustin d'Iturbide com a president de la regència el 9 de novembre de 1821 conforme a la pràctica de totes les monarquies, distincions i honors per a retribuir el mèrit de cada persona segons les seves circumstàncies i que aglutinava persones que ostentaven els atributs d'honor, prestigi, riquesa, fidelitat i serveis a la pàtria. La sol·licitud de creació de l'orde va ser alternada a la Sobirana Junta Provisional de Govern, que la va aprovar amb els seus estatuts el 20 de febrer de 1822, justament quatre dies abans de la instal·lació del Sobirà Congrés Constituent i confirmada l'11 de juliol.
1. Gran Creu
Classe presidida per Antonio Joaquín Pérez, Pedro Celestino Negrete i el Marquès de San Miguel de Aguayo

- Per primera vegada la Gran Creu de l'orde de Guadalupe va ser atorgada al Príncep de l'Imperi Mexicà, Príncep de la Unió, Príncep Mexicà, Juan Ruiz Cabañas (Bisbe de Guadalajara), Antonio Pérez (Bisbe de Puebla), Fray Ramón Casaus (Arquebisbe de Guatemala), Manuel Isidro Pérez (Bisbe d'Oaxaca) i Fray Nicolás García (Bisbe de Nicaragua).[5]

1. Supernumerari
Classe presidida per Agustín Iglesias, Fernando Pérez Marañon i el Conde de San Pedro del Álamo
2. Creu de Nombre
Classe presidida per José Ignacio Verzueta, José Manuel Balbontín i José Ramón Malo e Ituribde

La Creu de l'orde de Guadalupe va ser atorgada als comandants de l'exèrcit imperial mexicà, dels quals eren Melchor Álvarez, Francisco Antonio Berdejo, Anastasio Bustamante, Agustín de Bustillo, Eugenio Cortés, José Antonio de Echávarri, José Figueroa, Antonio Gaona, José Mariano Guerra, Vicente Guerrero, José Joaquín de Herrera, Francisco Manuel Hidalgo, Joaquín Leño, Manuel de la Llata, Antonio López de Santa Ana, José Antonio Mateauda, Juan Bautista Miota, Pablo María Mouleac, José Muñoz de Chavero, Esteban de Munuera, Pedro Otero, José María de la Portilla, Luis Quintanar, Francisco Ramírez, Manuel de la Sota Riva, Manuel María de Torres, Juan de Dios Tovar, Pablo Unda, Gerónimo Villamil, Antonio de Villaurrutia i Eulogio de Villaurrutia. Així també a altres personatges importants com Nicolás Bravo, Mariano Paredes y Arrillaga, Manuel de la Peña y Peña i Manuel Gómez Pedraza y Rodríguez.
El 19 de novembre de 1853, el president Antonio López de Santa Ana va ratificar l'orde de Guadalupe durant el seu govern republicà i aprovat pel pare Pius IX el 4 d'abril de 1854, no obstant això va ser abolida i restaurada després de deu anys durant la regència del segon imperi mexicà, l'1 de juny de 1863, i ratificada per Maximilià I.
Durant el Segon Imperi Mexicà Antonio García Cubas també va rebre l'Orde de Guadalupe de mans de Maximilià I de Mèxic
- Per segona vegada la Gran Creu de l'orde de Guadalupe va ser atorgada a Antonio López de Santa Ana, Agustin de Iturbide¹, Vicente Guerrero¹, Juan O'Donojú O'Ryan¹, Guadalupe Victoria¹, Nicolás Bravo, Lázaro de la Garza y Ballesteros, Clemente de Jesús Munguía, Francisco Conejares, Abad de la Colegiata, José María Cervantes, Manuel Diez de Bonilla i Teodosio Lares.[5]

- Per tercera vegada la Gran Creu de l'orde de Guadalupe va ser atorgada a José María Gutiérrez y Estrada, Juan Nepomuceno Almonte, Tomás Mejía, Leonardo Márquez, Mariano Salas, Pelagio Antonio de Labastida, Carlos M. Colina, Ignacio Aguilar y Marocho, José Fernando Ramírez, José Salazar y Larregui, José Lopez Uraga, Gregorio Barandiarán, Luis Arroyo, Antonio Suárez Peredo, Martín Castillo, Alonso Peón Regil, Santiago Méndez, José López Uraga, José María Lorenzana, Ignacio Velázquez de León, Francisco Ramón, Adrián Woll.[5]

¹Com viu per perpetuar la seva memòria.

## Orde de l'Àguila Mexicana
L'orde de l'Àguila Mexicana va ser creada per Maximilià I de Mèxic l'1 de gener de 1865 per a recompensar el mèrit excel·lent i els serveis extraordinaris fets dintre de l'Imperi, i la seva concessió als emperadors de França, Àustria, Rússia i Brasil, i als reis de Suècia i Noruega, Bèlgica i Itàlia. El consell de l'orde va estar integrada per Mariano Salas, Ignacio Mora y Villamil, Manuel Moreno y Jove, Mariano Macedo, Miguel Hidalgo Terán i Hermenegildo de Viya y Cosío.

### Nacionals
1. Grans Creus
Presidida per José María Gutierrez de Estrada, Juan Nepomuceno Almonte, Tomás Mejía, Leonardo Marquéz i José Mariano Salas
2. Grans Oficials
Presidida per Joaquin Velazquez de Leon, José Hidalgo, Adrian Woll, Francisco de Arrangoiz, Tomás Murphy i Sebes Schertzenlechner
3. Comendadors
Presidida per Antonio Escandon, José María Landa, Andrés Negrete, Antonio Suarez Peredo, Fernando Pardo, José María Lacunza, Urbano Fonseca, Joaquin Castillo y Lanzas, José María Liccaga, Fernando Mangino, Leopoldo Rio de la Loza, José María Andrade, Manuel María Calvo, Marcelino Rocha
4. Oficials
Presidida per Ángel Iglesias y Dominguez, Fernando Gutierrez de Estrada, Manuel Mora y Ozta, José Francisco Russ, Domingo Burean, José María Bringas, Juan de Uriate, Manuel Marchena, Agustina Inza, Eulalio Ortega, Miguel María Azcárate, Manuel Orozco y Berra, Rafael Larrañaga, Ramón Carballo, José Domingo Herran, Miguel López, José María de la Peña, Demetrio Montesdeoca, José Guadalupe Romero, Matías Leisser
5. Cavallers
Presidida per Agustin Carpena, José María Laurenzana, Juan María Flores, Manuel María Fagoaga, Clemente Sanroman, Pedro Jorrin, Bernanrdo Garate, Epigmenio de la Pierda, José Alonso de Teran, Manuel Gorospe, Juan Nepomuceno Pereda, Maríano Dominguez, José María Arrizaga, Rafael Aguila, José María Nieto, Ignacio Mateo Guerra, José Basilio Guerra, Francisco Suarez Peredo, Manuel Lomeli, José María Rojas Vertiz, José Angel Benavides, Salvador Zedillo, Joaquin Primo de Rivera, Juan Francisco Escalante, Gregorio Mier y Terán, Manuel Ruiz de Tejada, Isidro Díaz, Pedro Díaz Miron, Luis Valle, José Palomar, Crispiniano del Castillo, Miguel Blanco, José Adalid, Manuel Lebrija

### Estrangers
L'orde de l'Àguila Mexicana també va ser atorgada a reis i emperadors estrangers
| Bandera de França            | Napoleó III de França      | Bandera de Prússia | Guillem II de Prússia         |
| Bandera de l'Imperi Austríac | Francesc Josep I d'Àustria | Països Baixos      | Guillem II dels Països Baixos |
| Rússia                       | Alexandre II de Rússia     | Regne de Portugal  | Lluís I de Portugal           |
| Imperi del Brasil            | Pere II de Brasil          | Baviera            | Lluís I de Baviera            |
| Itàlia                       | Víctor Manuel II d'Itàlia  | Bèlgica            | Leopold I de Bèlgica          |
| Suècia                       | Carles XV de Suècia        | Imperi Otomà       | Abdülâziz de l'Imperi Otomà   |
| Dinamarca                    | Cristià IX de Dinamarca    |                    |                               |

## Orde de San Carlos
L'orde de Sant Carlos va ser creada per Maximilià I de Mèxic i l'emperadriu María Carlota Amalia per a commemorar a les dones exclusivament. La creu de San Carlos, creu llatina d'esmalt verd, tenia com inscripció el lema del sant patró de l'emperadriu, Sant Carles. L'orde de San Carlos s'atorgava tant a princeses estrangeres o a dames de la cort, com a dones que responien a l'ideal femení vuitcentista de caritat, abnegació i despreniment, per exemple, a les germanes de la caritat o a les professores de la gramàtica llatina.
1. Grans Creus
Presidida per Dolores Quesada de Almonte, Ursula Palacios de Ramirez i Alicia d'Iturbide
2. Creus
Presidida per Josefa Cardeña de Salas, Guadalupe Osio de Pardo, Dolores Septien de Torres

### Estrangers
- Sa Majestat Eugenia, Emperadriu dels francesos
- Sa Majestat Isabel, Emperadriu d'Àustria
- Sa Majestat Teresa, Emperadriu de Brasil
- Sa Majestat Amalia, Emperadriu vídua del Brasil
- Sa Majestat Isabel II d'Espanya
- Sa Majestat Augustia, Reina de Prússia
- Sa Majestat María Pia, Reina de Portugal
- S'Altesa Isabel, Princesa Imperial del Brasil
- S'Altesa Victoria, Princesa Reial de Prússia
- Sa Majestat Lluisa, Reina de Suècia i Noruega
- Sa Majestat Josefa, Reina vídua de Suècia i Noruega